# فرانك شوستر
فرانك شوستر (بالألمانية: Frank Schuster)‏ (15 يناير 1955 في ألمانيا - ) هو لاعب كرة قدم ألماني (وحمل سابقاً جنسية ألمانيا الشرقية) في مركز الوسط. لعب مع دينامو دريسدن وBSG Stahl Riesa ‏.

## وصلات خارجية
- فرانك شوستر على موقع قاعدة بيانات كرة القدم.إي يو (الإنجليزية)
- فرانك شوستر على موقع عالم كرة القدم.نت (الإنجليزية)